# Amor a todo gas
Amor a todo gas es una película española de comedia musical estrenada en 1969, coescrita y dirigida por Ramón Torrado y protagonizada en los papeles principales por Peret y Nieves Navarro.

## Sinopsis
Peret es un joven taxista madrileño, apasionado del cante, que en uno de sus viajes recoge a Laura Montes, una cantante de éxito que regresa a España tras una prolongada ausencia. Entre los dos nace una relación de amistad, pero ella decide ocultarle su verdadera identidad, haciéndole creer que trabaja de peluquera en un hotel y que se llama Elena. Ella desatenderá sus obligaciones para ayudar a Peret a que comience su deseada carrera como artista.

## Reparto
- Peret	...	Él mismo
- Nieves Navarro ... Laura Montes / Falsa Elena
- Fernando Sancho ... Wagner
- Florinda Chico ... Patro
- José Sazatornil ... Guardia
- María Isbert	... Elena Díaz
- Toni ... Gitano de Peret #1
- Joanet ... Gitano de Peret #2
- Xan das Bolas	...	Cristóbal
- José María Tasso	...	José Galloso
- Rafaela Aparicio	...	Eduvigis Peribáñez
- Ángel Ter	...	Periodista
- Ángel de Echenique
- Erasmo Pascual ... Heriberto Carrasquilla
- Fabián Conde
- Antonio Casal	...	Eduardo Acevedo